# Barbastella
Barbastella es un género de murciélagos microquirópteros de la familia Vespertilionidae. Este  nombre genérico es una descripción morfológica por una característica distintiva de su rostro. Proviene del latín. "Barba" (que significa "barba") y "Stella" (significando  "estrella"). Hace referencia a las agrupaciones de pelos rígidos que algunos murciélagos de este género tienen alrededor de las fosas nasales, que pueden recordar a una barba o, quizás, a la forma en que se disponen los rayos de una estrella. Además, el término "barbastello" es  común para los murciélagos en el noreste de Italia, (especialmente Ferrara y Bolonia). Este uso regional del italiano podría haber influido o estar relacionado con la elección del nombre científico, y curiosamente, el término italiano "barbastello" también se cree que se originó del latín "vespertilio", que es el término clásico para murciélago.

## Especies
- Barbastella barbastellus, Schreber, (1774).
- Barbastella beijingensis
- Barbastella leucomelas, Cretzschmar, (1826).